# Opòssum llanós d'espatlles negres
L'opòssum llanós d'espatlles negres (Caluromysiops irrupta) és una espècie d'opòssum de Sud-amèrica. Viu als boscos amazònics perennes multiestrats de Bolívia, el Brasil, Colòmbia i el Perú.
És una espècie d'animal rara i probablement és altament arborícola. En captivitat, s'alimenta de fruits i petits rosegadors. En estat salvatge, també s'alimenten de nèctar, fent de pol·linitzadors.
És considerat un dels opòssums grans, amb una longitud de cap i cos d'uns 28 cm i una cua d'uns 30 cm. Es caracteritza per dues ratlles que van des de les potes anteriors fins a les posteriors.